# 喬安妮·O·伊沙姆
喬安妮·O·伊沙姆（英語：Joanne O'Rourke Isham），是一位來自美國的情報和安全專家，曾是中央情報局的成員，目前專注於地理空間情報工作。

## 生平
伊沙姆在1970年代中期從聖母大學畢業，並於20歲時進入中央情報局進行背景調查工作。從2003年11月到2006年4月，在奧德里奇·艾姆斯間諜案期間，伊沙姆擔任中央情報局的國會事務主任、科學技術局副局長以及國家地理空間情報局副局長。此外，她在2001年9月至2003年10月期間擔任國家影像測繪局的副局長。
伊沙姆於2006年從中央情報局退休，成為高級情報局成員。她在1977年加入中央情報局，一直擔任職業官員。
2017年8月，她加入國防技術公司Polaris Alpha的顧問委員會。

## 榮譽
1995年3月18日，伊沙姆被中央情報總監約翰·M·多伊奇授予中央情報局傑出情報獎章，以表彰她在國會事務辦公室的卓越領導和管理能力。
此外，她還被授予國家情報成就獎章，以表揚她在情報領域的卓越貢獻。同時，她獲得了導演獎，以肯定她出色的服務表現。